# Victoria (bière)
Victoria est une marque de bière, ainsi qu'une brasserie de Malaga, en Espagne.

## Histoire
La brasserie est imaugurée le 8 septembre 1928 par Luis Franquelo Carrasco. La première fabrique ouvre dans le quartier d'El Perchel à Malaga.
Au début de la Guerre d'Espagne, la brasserie est attaquée, mais elle relance ses activités en 1937. La marque atteint la grande distribution en se rapprochant de Cruzcampo. La brasserie de Malaga ferme en 1996. Cruzcampo est racheté par le groupe Heineken en 1999. En 2001, Heineken doit se défaire de la marque Victoria qui est reprise par le groupe Damm. Une nouvelle brasserie de 3 500m² est inaugurée en 2017,.
L'affiche et étiquette de l'homme allemand s'essuyant le front d'une main et tenant son chapeau de l'autre est introduite en 1958 et finit par s'inscrire dans l'iconographie de la ville et dans l'histoire du boom touristique de la Costa del Sol.
Elle compte 85 travailleurs et une capacité de production de 15 000 litres. La bière est distribuée en Andalousie et au Maroc.

## Sponsoring
À partir de 2021, la marque signe un accord avec la Fédération royale espagnole de football pour sponsoriser la sélection officielle de l'équipe nationale.